# スミス記念堂
スミス記念堂（スミスきねんどう）は、滋賀県彦根市本町にある礼拝堂建築。旧須美壽記念禮拜堂とも表記される。昭和初期に建てられた和風の建築で、登録有形文化財。

## 概要
1931年（昭和6年）、彦根高等商業学校（現在の滋賀大学経済学部）の英語教師で日本聖公会彦根聖愛教会の牧師でもあった、アメリカ人のパーシー・アルメリン・スミスが両親を記念するため彦根城の旧中濠端（現在は外濠）に建設した。この建築は彦根の宮大工、宮川庄助によって施工されたもので、花頭窓、唐破風などは、彦根城を参考にしたもの。和風を基調としているが、東西の様式を融合した独特の建築で、観音扉には、葡萄の蔓の巻き付いた十字架、鳩、松竹梅の文様などが彫られているほか、金具、欄干などで和風の意匠の中に西洋的意匠が取り入れられている。
1996年（平成8年）、都市計画道路の拡幅工事のためスミス記念礼拝堂を彦根に保存する会によって解体保存され、2003年（平成15年）に設立されたスミス会議に引き継がれて、2006年（平成18年）12月7日、解体部材を用いて再建された。